# Digitalur

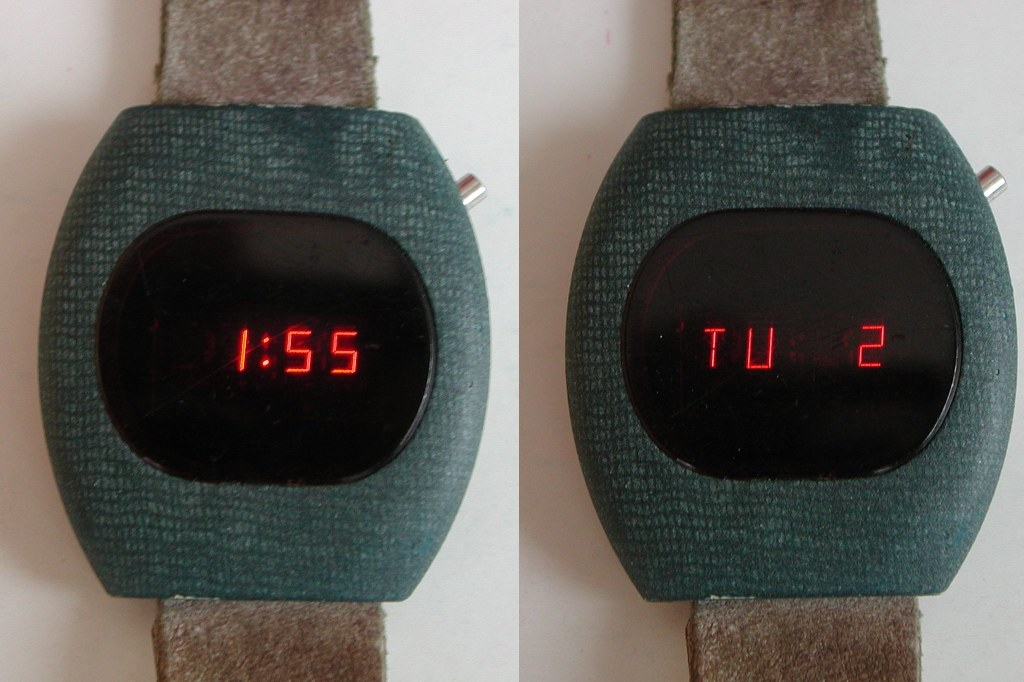
Digitalur (LED) från 1978. Till vänster visas timmar och minuter och till höger veckodag och datum.

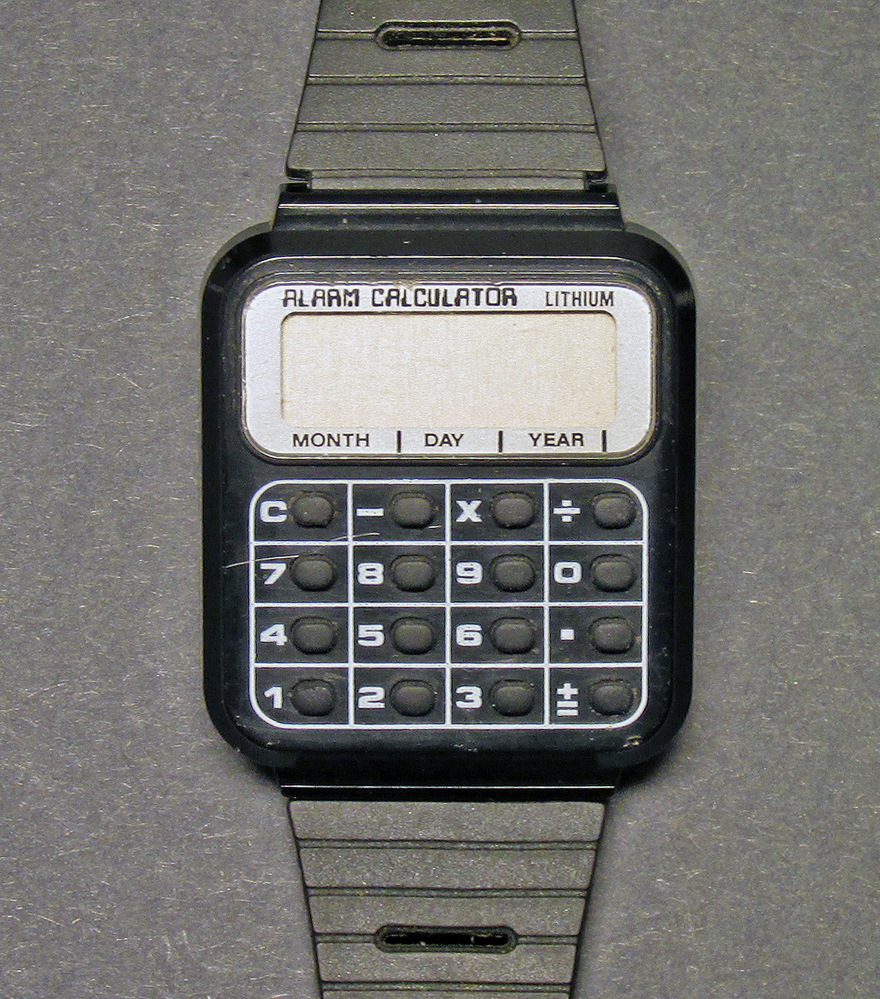
Digitalklocka med LCD-display och integrerad miniräknare, 1988.

Digitalur är i ordets allmänna betydelse ett ur på vilket tiden visas i form av siffror på en sifferdisplay. Oftast bygger tekniken på att man utifrån antalet svängningar för en noggrann kristall via logik eller en enkel mikroprocessor beräknar tiden och omvandlar svängningsantalet till elektriska signaler som styr visningen av siffrorna. En LCD-display består av flytande kristaller, medan en LED-display består av lysdioder. Det är vanligt att digitalur även innehåller andra funktioner eller integreras i elektriska produkter.
Det första digitala armbandsuret lanserades 1972 och digitala armbandsur var särskilt vanliga från slutet av 1970-talet till början av 1980-talet. Marknadsföringen brukar riktas till teknikintresserade, trendmedvetna eller aktiva människor.
Det förekommer även andra digitalur, till exempel väggur och i väckarur (exempelvis klockradio), tidur, tidtagarur, termometrar och annan elektronisk mätutrustning, mikrovågsugnar, TV-apparater, videobandspelare och mobiltelefoner.
I viss teknisk mening kan även ur där tiden visas på traditionellt sätt på en urtavla med visare ("analog tidsvisning") vara digitala, nämligen om digital elektronik används för att beräkna tiden och styra visarna, men om dessa ur brukar inte ordet digitalur användas.